# FIFA 회장 목록
다음은 국제 축구 연맹(FIFA)의 역대 회장 목록이다.
대니얼 벌리 울폴, 로돌프 실드레이어스, 아서 드루리 회장은 임기 중에 사망했다.
| 대수 | 이름                | 사진 | 국가            | 임기       | 비고                                             |
| ---- | ------------------- | ---- | --------------- | ---------- | ------------------------------------------------ |
| 1    | 로베르 게랭         |      | 프랑스          | 1904–1906  | FIFA 초대회장                                    |
| 2    | 대니얼 벌리 울폴    |      | 잉글랜드        | 1906–1918  | 축구 규칙 표준화 1908년 올림픽 경기종목으로 등재 |
| 3    | 쥘 리메             |      | 프랑스          | 1921–1954* | 월드컵의 창시자                                  |
| 4    | 로돌프 실드레이어스 |      | 벨기에          | 1954–1955  | 1955년 사망으로 사임                             |
| 5    | 아서 드루리         |      | 잉글랜드        | 1955–1961  |                                                  |
| 6    | 스탠리 라우스       |      | 잉글랜드        | 1961–1974* | 축구 규칙 체계화                                 |
| 7    | 주앙 아벨란제       |      | 브라질          | 1974–1998* | 비유럽국 최초의 회장                             |
| 8    | 제프 블라터         |      | 스위스          | 1998–2015  | 집행위원회 7인으로 축소강화                      |
| 대행 | 이사 하야투         |      | 카메룬          | 2015–2016  | 제프 블라터의 자격정지 처분으로 인한 직무 대행   |
| 9    | 잔니 인판티노       |      | 스위스 이탈리아 | 2016–      |                                                  |

* FIFA 명예 회장직 수여

## 같이 보기
- 축구 대회 목록
- UEFA 회장 목록

## 참고
- The History of FIFA: FIFA Presidents 보관됨 2012-05-14 - 웨이백 머신 - FIFA 공식 웹 사이트